# ديك ثورنبورغ
ريتشارد لويس ثورنبورغ (بالإنجليزية: Richard Lewis Thornburgh)‏ (من مواليد 16 يوليو 1932) محام أميركي وسياسي جمهوري شغل منصب حاكم ولاية بنسلفانيا الواحد والأربعون بين عامي 1979-1987، وبعد ذلك تولي منصب النائب العام الاميركي 1988-1991.

## روابط خارجية
- ديك ثورنبورغ على موقع مونزينجر (الألمانية)
- ديك ثورنبورغ على موقع ميوزك برينز (الإنجليزية)
- ديك ثورنبورغ على موقع إن إن دي بي (الإنجليزية)